# Jacques Viot
Jacques Viot (Nantes, 20 de novembre de 1898, 29 de gener de 1973) fou un escriptor i guionista francès.

## Biografia
Jacques Viot va néixer a una família de l'alta burgesia francesa. Va estudiar a l'externat des Enfants nantais entre 1908 i 1912, passant les seves vacances a Pornic. Es va incorporar al regiment d'artilleria de Vannes el 1916, on participaria en la Primera Guerra Mundial, on va conèixer els surrealistes. Més endavant, es va inscriure a l'École des hautes études commerciales de Paris, on es va diplomar per passar a treballar en un gabinet d'assegurances a la seva ciutat natal, Nantes. Canviant de vida, deixa Nantes i se'n va a París sense feina i sense diners. A París escriu poemes, treballa pel Le Journal littéraire. A poc a poc esdevé secretari del galerista Pierre Loeb, amb qui exposa obra de Joan Miró, Max Ernst o Pierre Roy, entre d'altres. Molt endeutat, Jacques Viot s'exilia a Oceania

## Publicacions
- Déposition de blanc, Librairie Stock, 1932
- Malaventure, Librairie Stock, 1933
- Dans l'escalier, novel·la policíaca publicada amb el nom de Benoît Vince, Calmann-Lévy, 1934
- La Gueule du loup, novel·la policíaca publicada amb el nom de Benoît Vince, Calmann-Lévy, 1934
- Le Niais, roman, La Jeune Parque, 1945
- Joseph, roman, La Jeune Parque, 1947
- Poèmes de guerre, J.-M. Place, 1994

## Filmografia
Com a escenògraf
- 1935: Les Beaux Jours
- 1938: Les Gens du voyage
- 1938: Fahrendes Volk
- 1938: Le Dompteur
- 1939: Le jour se lève
- 1942: La Maison des sept jeunes filles
- 1942: Une femme disparaît
- 1943: Marie-Martine
- 1944: La Collection Ménard
- 1945: Carmen
- 1946: Lunegarde
- 1946: Macadam
- 1947: The Long Night
- 1948: Rapide de nuit
- 1951: Saint-Louis, ange de la paix
- 1951: Juliette ou la Clé des songes
- 1953: L'Appel du destin
- 1954: Le Masque de fer
- 1954: L'Air de Paris
- 1955: Le Port du désir
- 1957: L'Auberge en folie
- 1959: Orfeu Negro
- 1961: Os Bandeirantes
- 1963: L'Oiseau de paradis
- 1963: Le Tout pour le tout
- 1964: O Santo Módico
- 1979: Le Crime des innocents (téléfilm), adaptació pòstuma de la seva obra Le Square des innocents